# محمد غلامی
محمد غلامی (متولد ۲۴ بهمن ۱۳۶۱ در شهرستان رضوانشهر) بازیکن سابق و خواننده و مربی فوتبال اهل ایران می‌باشد.
وی سابقه عضویت در تیم‌های چوکا تالش، ملوان بندر انزلی، پاس تهران، پاس همدان، استیل‌آذین، داماش گیلان، سپاهان اصفهان ، راه‌آهن ، پیکان و خونه به خونه بابل و سپیدرود رشت  را در کارنامه خود دارد.
او اولین بار توسط افشین قطبی به تیم ملی فوتبال ایران دعوت شد و در اولین بازی خود مقابل تیم ملی فوتبال چین اولین گل ملی خود را به ثمر رساند.
او پس از فوتبال به خوانندگی روی آورده است.

## افتخارات
باشگاهی
- جام حذفی
- قهرمانی در جام حذفی ۹۲–۹۱ به همراه تیم سپاهان اصفهان